# Miłkowo, Hạt Szczecinek
Miłkowo [miu̯ˈkɔvɔ] là một khu định cư ở khu hành chính của Gmina Biały Bór, thuộc hạt Szczecinek, West Pomeranian Voivodeship, ở phía tây bắc Ba Lan. Nó nằm khoảng 10 kilômét (6 mi) phía bắc Biały Bór, 32 km (20 mi) về phía bắc của Szczecinek và 162 km (101 mi) về phía đông bắc của thủ đô khu vực Szczecin.
Trước năm 1945, khu vực này là một phần của Đức. Đối với lịch sử của khu vực, xem Lịch sử của Pomerania.